# یواس‌ان‌اس د استیگر (تی-ای‌جی‌اوآر-۱۲)
یواس‌ان‌اس د استیگر (تی-ای‌جی‌اوآر-۱۲) (به انگلیسی: USNS De Steiguer (T-AGOR-12)) یک کشتی است که طول آن 245' می‌باشد. این کشتی در سال ۱۹۶۶ ساخته شد.